# CITES
Công ước về thương mại quốc tế các loài động, thực vật hoang dã nguy cấp, hay còn gọi là Công ước CITES (Convention on International Trade in Endangered Species of Wild Fauna and Flora), Công ước Washington (Washington Convention) là một hiệp ước đa phương nhằm mục đích đảm bảo việc thương mại quốc tế các tiêu bản của các loài động vật và thực vật hoang dã mà không đe dọa sự sống còn của các loài này trong tự nhiên, đồng thời đưa ra nhiều cấp độ khác nhau để bảo vệ hơn 34.000 loài động và thực vật. Bản thảo của nó được thông qua năm 1963 trong một cuộc họp các thành viên của Liên minh Bảo tồn Thiên nhiên Quốc tế (IUCN). Công ước được đưa ra ký kết năm 1973 và có hiệu lực từ ngày 1 tháng 7 năm 1975. Để đảm bảo rằng Hiệp ước chung về thuế quan và mậu dịch (GATT) không bị vi phạm, Ban thư ký GATT được tư vấn trong suốt quá trình soạn thảo.
Việt Nam tham gia vào Công ước CITES năm 1994 và trở thành thành viên thứ 121 trên tổng số 184 quốc gia thành viên. Để thực thi CITES, Chính phủ Việt Nam đã ban hành Nghị định số 82/2006/NĐ-CP về quản lý hoạt động xuất khẩu, nhập khẩu, quá cảnh, nhập nội từ biển gây nuôi và trồng cấy nhân tạo các loài động, thực vật hoang dã nguy cấp. Cơ quan quản lý CITES đặt tại Tổng cục Lâm nghiệp thuộc Bộ Nông nghiệp và Phát triển nông thôn Việt Nam. Các cơ quan khoa học CITES bao gồm Viện Sinh thái và Tài nguyên sinh vật, Trung tâm nghiên cứu Tài nguyên và môi trường, Viện Khoa học Lâm nghiệp, Viện nghiên cứu Hải sản.

## Phụ lục
Gần 5.000 loài động vật và 29.000 loài thực vật được CITES đưa vào danh sách bảo vệ do bị khai thác quá mức trong thương mại quốc tế. Mỗi loài được bảo vệ thuộc một trong ba danh sách được gọi là phụ lục. Các phụ lục này thể hiện mức độ đe doạ của loài và sự kiểm soát được áp dụng trong thương mại.

### Phụ lục I
Phụ lục I gồm 1200 loài bao gồm các loài bị đe doạ tuyệt chủng và có thể bị ảnh hưởng do thương mại. Việc buôn bán các tiêu bản được thu thập trong tự nhiên của các loài này là phi pháp (chỉ được cấp phép trong một số trường hợp được cấp phép đặc biệt). Động vật thuần dưỡng hoặc cây trồng trong phụ lục I được xem xét là các tiêu bản trong phụ lục II, với các yêu cầu đồng thời (xem bên dưới và điều VII). Cơ quan quản lý về khoa học của nước xuất khẩu phải chứng minh rằng việc xuất khẩu này không gây thiệt hại, nhằm đảm bảo việc xuất khẩu các cá thể sẽ không ảnh hưởng để số cá thể hoang dã. Bất kỳ việc buôn bán các loài này cần có giấy phép xuất-nhập khẩu. Cơ quan quản lý của các quốc gia xuất khẩu cần kiểm tra rằng giấy phép nhập khẩu và quốc gia nhập khẩu có đủ khả năng chăm sóc các tiêu bản này. Các loài động vật nổi tiếng được liệt kê trong phụ lục I gồm gấu trúc đỏ (Ailurus fulgens), Gorilla gorilla, tinh tinh (Pan spp.), hổ (phân loài của Panthera tigris), Panthera leo persica, báo (Panthera pardus), Panthera onca, Acinonyx jubatus, voi châu Á (Elephas maximus), một số quần thể của Loxodonta africana, cá cúi và manatee (Sirenia), và tất cả loài tê giác (trừ một vài quần thể của phân loài Nam Phi).

### Phụ lục II
Phụ lục II gồm khoảng 21.000 loài, là các loài chưa bị đe doạ tuyệt chủng, nhưng có thể xảy ra nếu việc buôn bán các loài này là đối tượng cần được quy định chặt chẽ để tránh việc sử dụng không phù hợp với sự sinh tồn của chúng trong tự nhiên. Ngoài ra, phụ lục II có thể bao gồm các loài đã được liệt kê trong các phụ lục khác. Thương mại quốc tế các tiêu bản trong phụ lục II có thể được phép bằng các giấu phép xuất khẩu hoặc tái xuất. Trong thực tế, hàng trăm ngàn loài động vật trong phục lục II được buôn bán hàng năm. Giấy phép nhập khẩu không cần thiết đồi với các loài này theo CITES, mặc dù một số Tổ chức đòi hỏi giấy phép nhập khẩu nhằm kiểm soát chặt chẽ hơn. Một kết quả không gây thiệt hại và cho phép xuất khẩu được yêu cầu của Bên xuất khẩu.
Một vài loài được liệt kê trong phụ lục II như Carcharodon carcharias, Ursus americanus, Equus hartmannae, Psittacus erithacus, Iguana iguana, Strombus gigas, Varanus mertensi, Swietenia macrophylla và Guaiacum officinale.

### Phụ lục III
Phụ lục III gồm khoảng 170 loài bao gồm các loài được liệt kê sau khi một nước thành viên yêu cầu các tổ chức khác CITES hỗ trợ kiểm soát buôn bán các loài này. Các loài không cần phải thuộc diện đe doạ tuyệt chủng trên toàn cầu. Ở tất cả các nước thành viên, việc buôn bán các loài này chỉ được phép với giấy phép xuất khẩu tương ứng và chứng nhận nguồn gốc từ quốc gia thành viên đã liệt kê các loài này.
Ví dụ một vài loài như Choloepus hoffmanni của Costa Rica, Civettictis civetta của Botswana, và Macrochelys temminckii của Hoa Kỳ.